# Margaret Somerville
Margaret Anne Ganley Somerville (Adelaida, 13 de abril de 1942) es la fundadora y directora del McGill Centre for Medicine, Ethics and Law (Universidad McGill, Montreal). 
Su último libro es The Ethical Imagination: Journeys of the Human Spirit (House of Anansi Press, 2006).
La profesora Somerville es oradora, consultora e investigadora en temas como la eutanasia, las tecnologías reproductivas, la salud mental, los derechos humanos en la atención de la salud, la industria farmacéutica, el SIDA, el aborto y el papel que la investigación científica y médica y la tecnología en la formación de los valores de la sociedad.
Fue la primera en ganar el Premio Avicena a la ética en la ciencia de la Unesco.
Ha asesorado a organizaciones internacionales, entre ellas la Organización Mundial de la Salud y la Oficina del Alto Comisionado de las Naciones Unidas para los Derechos Humanos.
Es miembro de la Orden de Australia y de la Royal Society of Canada.

### Libros
- The Ethical Canary: Science, Society, and the Human Spirit (2000, ISBN 0-670-89302-1)
- Death Talk: The Case Against Euthanasia and Physician-Assisted Suicide (2001, ISBN 0-7735-2201-8)
- The Ethical Imagination: Journeys of the Human Spirit (2006, ISBN 0-88784-747-1)
- Do We Care?: Renewing Canada's Commitment to Health (1999, ISBN 0-7735-1878-9)
- Medical Experimentation on the Person: A Comparative Survey of Legal and Extra-legal Controls. McGill University. 1978.

### Artículos
- Patenting life Archivado el 24 de agosto de 2009 en Wayback Machine.
- Why are they throwing brickbats at God?
- The silver lining in the climate change cloud
- C-38: the search for marriage
- Talking us to death